# Paolo Piacco
Paolo Piacco (Vercelli, 18 maggio 1887 – Vercelli, 16 maggio 1960) è stato un calciatore italiano, di ruolo attaccante.

## Palmarès
- Campionato italiano: 2

Pro Vercelli: 1910-1911, 1911-1912